# Rito Yūki
Rito Yūki (結城 梨斗 Yūki Rito?) es el protagonista de la serie de Anime y Manga To Love-Ru, y de su spin-off To Love-Ru Darkness, creado por Hasemi Saki y Kentaro Yabuki.  Rito Yūki es un estudiante de 15 años quien está enamorado perdidamente de su compañera de clases, Haruna Sairenji, pero que también empieza a tener sentimientos hacia Lala conforme avanza la serie. Su padre es un mangaka y no suele estar mucho en su casa, al igual que su madre, que es una diseñadora de modas y representante de modelos. Debido a ello, vive solo con su hermana menor, Mikan.

## Apariencia
Su apariencia es la de cualquier adolescente, de piel clara, pelo color naranja y ojos color marrón. No tiene una tipo de vestimenta específica, pero con la ropa con la que más se le ha visto es con la de la escuela.

## Personalidad
Es una persona muy agradable y amigable. También posee una actitud tímida con las mujeres ya que odia que las mujeres lo abracen, no duda en ayudar a los que conoce, si es que lo necesitan. En un principio, si se trata de chicas se volvía muy tímido y nervioso, tanto que se desmayaría de tan solo pensar en una chica en traje de baño; pero gracias a que ha estado viviendo con Lala ha logrado superar esto, como dijo Saruyama durante su visita a un parque acuático. Él se preocupa mucho por sus amistades, sea humano o planta, como lo demostró cuando Celine empezó a comportar extrañamente en el manga.
Gracias a su forma de ser ha hecho que varias chicas se enamoren de él (Lala, Haruna, Run, Yui, Momo, Risa, Yami y Nana).

## Historia

### Pasado
Se sabe que desde pequeño, él se quedaba solo en casa con su hermana Mikan. Cuando ella se ponía triste, él se ponía a bailar y a hacer caras chistosas o cualquier otra cosa para hacerla sonreír.
En Navidad ellos iban a un parque para hacer hombres de nieve, los que según Mikan, siempre quedaban deformes. En una Navidad, él hizo un pequeño árbol de Navidad con juguetes y le regaló a Mikan unos audífonos de juguete, luego le prometió que algún día harían una gran fiesta navideña. Desde pequeño, a él le tocaba cuidar de las plantas del jardín. Cuando todavía estaba en la escuela básica, él tenía la costumbre de cambiar el agua de las plantas de la escuela, lo que hizo que Haruna comenzara a enamorarse de él, y que hizo que después de un incidente donde alguien arrancó todas las plantas del patio y lo culparan a él, Haruna confió en su inocencia, ya que ella sabía lo importante que eran para el las plantas. También se sabe que él ha tratado muchas veces en el pasado de confesarle su amor a Haruna, pero siempre termina fracasando por cualquier cosa.

### To Love-Ru
Un día cualquiera, mientras se tomaba una ducha, una chica desnuda aparece dentro del baño, descubriendo que ella es una alienígena procedente de Deviluke llamada Lala. Al día siguiente, mientras Rito se dirigía a la escuela, se cruza con Haruna y al declararle sus sentimientos se presenta frente a él, Lala, aceptando la proposición. Haruna al ver esto lo malinterpreta y cree que Rito efectivamente se le confesó a Lala, por lo que Rito termina comprometiéndose con ella, para luego casarse, de lo contrario, el planeta Tierra será destruido por el padre de ella.
Más tarde en el Capítulo 47 del manga aparece el papá de Lala, Gid Lucione Deviluke, quien quería conocer en persona a Rito para preparar el matrimonio entre el y Lala; sin embargo, Lala finaliza rompiendo el matrimonio al considerar que posiblemente Rito no esté de acuerdo ya que no está enamorado de ella, y de que solamente está siendo presionado por las amenazas de su padre, por lo que decide ante Rito, Haruna y Zastin borrar la memoria de todos en la Tierra para volver a comenzar de cero. Sin embargo al siguiente día se da cuenta de que su invento falló, ya que en la entrada de la escuela la reconocieron inmediatamente Rito, Haruna, Mio y Risa.
En el último capítulo del manga, Rito finalmente se confiesa hacia Lala y admite que le gusta; sin embargo, también deja claro que hay alguien más que también le gusta a lo que Lala deduce rápidamente que se trata de Haruna y apoya a Rito de que se confiese también a ella, pero finalmente todo termina en un desastre cuando al estar a punto de confesarse Oshizu por accidente hace volar el traje de baño de Haruna cuando esta frente a Rito, y sin que él se diera cuenta ella huye de la escena y termina confesándose a Run, Yui, Nana y a la Doctora Mikado; quienes solamente estaban de paso.

### To Love-Ru Darkness
Unas semanas más tarde de los hechos ocurridos al final de To Love-Ru, mientras Rito se tomaba un baño, Momo apareció desnuda y dijo que haría un harem para Rito (con ella incluida en él, por supuesto). Para llevar a cabo ese plan, ella y Nana entraron en la escuela Sainan y observar a quienes podría incluir en el harem y cómo. Por otra parte, luego de que en un día cualquiera, Saruyama y otros chicos de la escuela atacaran a Rito, se manifestó por medio de Saruyama una entidad desconocida que al parecer quería que Yami acabara con Rito y volviera a tener su antigua personalidad. Rito, Yami y Momo investigan la identidad y su pasado, mientras que una nueva chica llamada Mea se ha hecho gran amiga de Nana.

## Riko Yuusaki
Por un accidente con uno de los inventos de Lala en el Capítulo 100 del manga, Rito se convierte en una chica, en repetidas ocasiones termina paseando con esta personalidad e incluso Saruyama se enamoró de su personalidad femenina creyendo que se trata de un pariente lejano de Rito.